# Alexandr Shushemoin
Aleksandr Aleksandrovitch Chouchemoïne (em em russo:  Александр Александрович Шушемоин), nascido a 23 de fevereiro de 1987 em Petropavl, é um ciclista profissional cazaque que atualmente corre para a equipa Attaque Team Gusto.

## Palmarés
2006
- 1 etapa do Way to Pekin

2011
- 2º no Campeonato do Cazaquistão de Rota

2014
- 2º no Campeonato do Cazaquistão de Rota

2015
- 1 etapa do Tour do Irão

2016
- 2º no Campeonato do Cazaquistão de Rota